# 吉利支丹

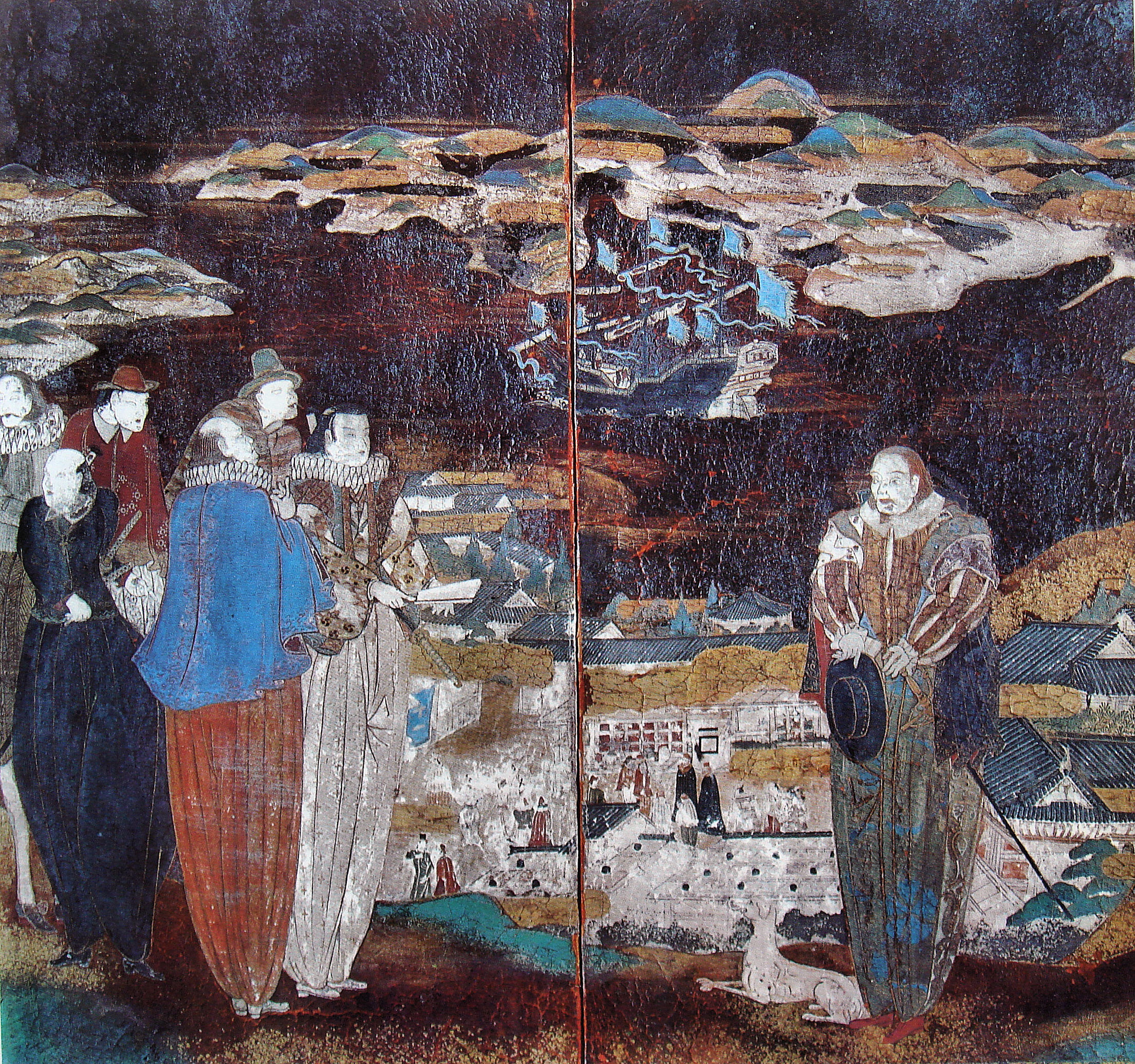
江戶時代的「吉利支丹」

吉利支丹或稱切支丹，是日本戰國時代、江戶時代乃至明治初期對國內基督徒的稱呼。該詞源於葡萄牙語，與馬來語的Kristang是同源詞。

## 概述
戰國時代，聖方濟·沙勿略來到日本傳教，不少大名皈依了天主教，並支持天主教在其領地內的傳播。1587年，豐臣秀吉頒佈《伴天連追放令》，定天主教為邪教，禁止天主教的傳播。多數大名被迫改信佛教和神道。
文祿慶長兩戰後，在日被抑留朝鮮人多數，改宗吉利支丹。
江戶時代後，幕府於1613年發佈禁教令，將天主教大名有馬晴信處死、高山右近流放菲律賓。此後，幕府迫害天主教徒，將他們蔑稱為「鬼利死丹」。第五代將軍德川綱吉之後，為避綱吉之諱，改稱為「切支丹」，蔑稱「切死丹」。
1637年，九州地區爆發島原之亂，被幕府鎮壓。幕府對支持天主教的人士進行搜捕，而天主教徒的活動亦轉入地下。
如今，「吉利支丹」一詞一般作為對當時天主教大名、或者偽裝放棄天主教信仰而在地下秘密活動的人士（隐匿的基督徒）的稱呼，日本天主教徒往往不會自稱「吉利支丹」。尤其是當年被江戶幕府宗教迫害最為嚴重的長崎縣一帶，因「吉利支丹」一詞的歷史原因，被天主教徒視為侮辱性稱呼。

## 著名的吉利支丹大名
- 大村純忠－肥前國三城城主
- 大村喜前－肥前國大村藩主
- 有馬晴信－肥前國日野江藩主
- 有馬直純－肥前國日野江藩主
- 黑田孝高－豐前國中津城主
- 小西行長－肥後國宇土城主
- 高山友照－攝津國高槻城城主
- 高山右近－攝津國高槻城城主
- 蒲生氏鄉－近江日野城主→伊勢松阪城主→陸奥黑川城主
- 大友宗麟－豐後國戰國大名
- 大友義統－豐後國戰國大名
- 大友親家－宗麟次男
- 大友親盛－宗麟三男
- 織田秀信－美濃國岐阜城主
- 津輕信牧－陸奥國弘前藩主

## 較知名的吉利支丹
- 日本二十六聖人
- 保祿·三木
- 天野元信（日语：天野元信）
- 伯多祿·岐部（日语：ペトロ岐部）
- 伊東滿所
- 中浦儒略（日语：中浦ジュリアン）
- 原瑪爾定（日语：原マルチノ）
- 千千石彌額爾（日语：千々石ミゲル）
- 明石全登－宇喜多氏武將、家臣
- 支倉常長
- 內藤如安
- 明智玉
- 天草四郎